# شورشگری از یک مستعمره
شورشگری از یک مستعمره (انگلیسی: Anarchist from Colony; کره‌ای: 박열) یک فیلم درام تاریخی زندگی‌نامه‌ای کره جنوبی سال ۲۰۱۷ به کارگردانی لی جون ایک دربارهٔ زندگی فعال جنبش استقلال کره به نام پارک یول با بازی لی جه هون در نقش اصلی است. این فیلم در ۲۸ ژوئن ۲۰۱۷ در کره جنوبی منتشر شد.

## بازیگران

### اصلی
- لی جه هون در نقش پارک یول[۶]
- چوی هی سو در نقش کانه‌کو فومیکو[۷][۸]

### مکمل
- مین جین وونگ در نقش هونگ جین یو[۷]
- کوان یول در نقش لی سوک[۷]
- بک سو جانگ در نقش چوی یونگ هوان[۷]
- به جه گی در نقش چوی گیو جونگ
- کیم این وو در نقش میزونو رنتارو[۳]
- کیم جون-هان در نقش داته‌ماس کایی‌سه‌ای
- تاسوکو یامانوئوچی در نقش تاتسوجی فوسه
- وی ها جون در نقش جوان کره‌ای در زندان
- کیم سونگ-چول در نقش فومیو کوتو